# 애스트로넛 파머
애스트로넛 파머(The Astronaut Farmer)는 미국에서 제작된 마이클 폴리쉬 감독의 2006년 모험, 드라마 영화이다. 빌리 밥 손튼 등이 주연으로 출연하였고 마크 폴리쉬 등이 제작에 참여하였다.

## 출연

### 주연
- 빌리 밥 손튼

### 조연
- 버지니아 매드슨
- 브루스 던
- J.K. 시몬스
- 팀 블레이크 넬슨
- 맥스 티에리옷

## 제작진
- 공동제작: 로버트 벤자민
- 협력프로듀서: 조나단 쉘던
- 미술: 클락 헌터
- 의상: 대니 글릭커
- 배역: 빅토리아 토머스

## 같이 보기
- 스페이스십원
- 민간 우주 비행